# Chroniques sexuelles d'une famille d'aujourd'hui
Pour plus de détails, voir Fiche technique et Distribution.
Chroniques sexuelles d'une famille d'aujourd'hui est un film français produit et réalisé par Pascal Arnold et Jean-Marc Barr qui aborde la thématique de la sexualité des différents membres d'une famille de la fin des années 2000, sortie le 9 mai 2012.

## Synopsis
Claire et Hervé, parents normaux, vivent avec leurs trois enfants, Romain, Pierre et Marie ; et Michel, le père veuf d'Hervé. Un jour, Romain le cadet est pris en cours de biologie en train de se masturber tout en se filmant avec son téléphone portable.
Claire est convoquée chez le directeur, Romain risque l’exclusion. Il se justifie face à sa mère : il s’agit d’un défi lancé, toute la classe, filles et garçons, y passent. C’est un jeu et chacun se met des notes. Il finit par dire à sa mère : « c’est pas la fin du monde ».
Claire se montre compréhensive, mais elle réalise qu'elle ne connait rien de la sexualité des autres membres de sa famille et qu'il n'y a aucune communication à ce sujet. Dès lors, elle se met en tête de connaitre leur sexualité. Elle interroge son beau-père Michel : il fréquente une prostituée, et est soulagé de le révéler. Ainsi, s'il meurt chez elle, la famille sera déjà au courant. Son mari lui dit ne pas coucher avec d'autres femmes, elle lui révèle qu'elle a régulièrement des amants.
Pierre entretient une relation avec Maxime, un fleuriste et pratique régulièrement le triolisme avec des femmes. Marie s'entend très bien sexuellement avec son petit ami. Romain perd sa virginité avec Coralie, une camarade de classe qui aime filmer leurs ébats et les rendre accessibles en ligne sur Internet.

## Fiche technique
- Titre original et français : Chroniques sexuelles d'une famille d'aujourd'hui
- Titre anglais international : Sexual Chronicles of a French Family
- Réalisation : Pascal Arnold et Jean-Marc Barr
- Scénario : Pascal Arnold
- Direction artistique :
- Décors : Gaëlle Guitard
- Costumes : Mimi Lempicka
- Photographie : Jean-Marc Barr
- Son : Olivier Touche et Matthieu Roche
- Montage : Teddy Vermeulin et Jean-Marc Barr
- Production : Teddy Vermeulin, Pascal Arnold, Jean-Marc Barr, Marc Stanimirovic et Jean-Yves Robin
  - Coproductrion : Vanessa Fourgeaud
- Société de production : Toloda
- Société de distribution :  : Zelig Films Distribution
- Pays d’origine :  France
- Langue originale : français
- Format : couleur - 1.78:1 - Dolby Digital
- Genre : comédie dramatique
- Dates de sortie :
  - France : 9 mai 2012[2]
- Classification : 
  - France : 
    - Interdit aux moins de 12 ans[3] (version censurée pour le cinéma)
    - Interdit aux moins de 16 ans avec avertissement[2] (version non censurée pour une sortie en DVD et en télévision payante, qui comporte plusieurs scènes de sexe explicites et non simulées)

## Distribution
- Valérie Maës : Claire, la mère
- Stephan Hersoen : Hervé, le père
- Leïla Denio (aussi connue sous le nom d'actrice X Penelope Tiger) : Marie, la fille
- Nathan Duval : Pierre, le fils ainé
- Mathias Melloul : Romain, le fils cadet (également narrateur du film)
- Gregory Annoni : Cédric, le petit ami de Marie
- Adeline Rebeillard : Coralie, la petite amie de Romain
- Yan Brian : Michel, le grand-père
- Laetitia Favart : Nathalie, la prostituée
- Philippe Duquesne : le directeur du lycée
- Pierre Perrier : Maxime le fleuriste
- Maïlys Amrous (aussi connue sous le nom d'actrice X Lola Bruna) : la jeune femme blonde de la première scène de triolisme
- Faustine Dubois (aussi connue sous le nom d'actrice X Faustine Karel) : la jeune femme brune de la seconde scène de triolisme

## Accueil critique
Le film obtient des avis majoritairement négatifs de la part des critiques et des avis mitigés et négatifs de la part des spectateurs.

## Scènes de sexe dans le film
Le film est sorti en deux versions : une version « sensuelle » (selon le mot des réalisateurs), celle sortie en salle, interdite aux moins de 12 ans en France, et une version « sexuelle » pour une exploitation en DVD et VOD. Elle comporte cinq minutes supplémentaires et le montage des scènes sexuelles est entièrement différent.
Dans sa version longue non censurée, le film contient plusieurs scènes explicites de rapports sexuels non simulés, notamment :
- entre Adeline Rebeillard et Mathias Melloul,
- entre Leïla Denio et Nathan Duval, scénes de triolisme avec l'actrice Faustine Dubois puis avec l'actrice Maïlys Amrous.

Les deux réalisateurs voulaient « offrir une alternative à la perception qu’en donne l’industrie du porno », tout en faisant un film « dans une énergie de comédie légère ». Constatant que l'image de la sexualité au cinéma est donnée à 95 % par l'industrie du film pornographique, avec ses codes, Jean Marc-Barr et Pascal Arnold souhaitaient montrer « d’autres images sexuelles guidées par une narration qui implique des personnages dans leurs vies intimes, leurs instants de plaisir sexuel, et leur charge érotique est vivante dans leur corps, leur visage et leur regard ».

## Note et référence
1. 1 2  « Interview réalisateur / acteur du film », sur www.toloda.com
2. 1 2  « Visas et Classification | CNC », sur www.cnc.fr (consulté le 15 août 2025)
3. ↑   [vidéo] « Chroniques sexuelles d'une famille d'aujourd'hui », AlloCine (consulté le 15 août 2025)
4. ↑  Metascore : 34/100 sur IMDb et 2,2/5 sur Critique presse - AlloCiné.
5. ↑  5,1/10 sur IMDb et 2,1/5 sur Allociné.
6. 1 2 3 4 5 6  Secrets de tournage du film, sur Allociné.fr (Consulté le 1 janvier 2017)